# 杨瑞云
楊瑞雲（？—？），字肖韓，廣東廣州府南海縣人，民籍，明朝政治人物。同进士出身。

## 生平
嘉靖三十四年（1555年）乙卯科廣東鄉試第六十一名，萬曆二年（1574年）甲戌科會試第五十二名，登三甲第一百二十六名進士。萬曆三年（1575年），接替张烛任华亭县知县一职，1576年由杜伸接任。官至户部主事。

## 家族
曾祖楊榮。祖父楊紳。父楊佐，知縣。母黄氏。慈侍下。兄錫。弟瑞星。